# 비둘기고기

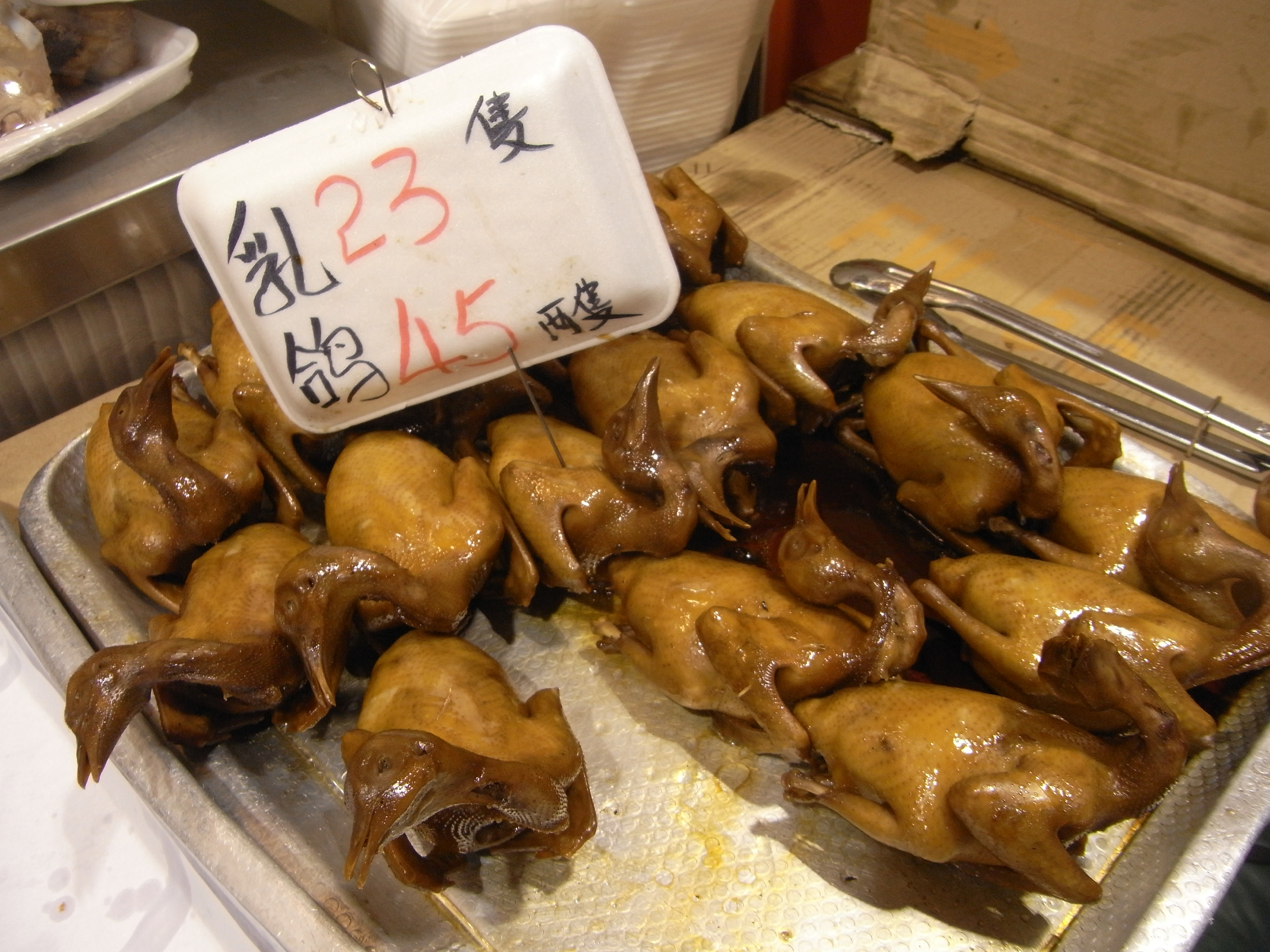
시장에 진열된 비둘기고기

비둘기고기는 비둘기의 고기이며, 태어난 지 약 한 달 이내의 어린 비둘기의 고기는 스쿼브(squab)라고도 한다. 숲비둘기나 우는비둘기 또는 현재 멸종된 여행비둘기 등 모든 비둘기들이 대상이 되며, 현대에는 주로 식용으로 길러지는 비둘기를 비둘기고기의 대상으로 삼는다. 이외에도 종종 사냥감의 하나로 포함되기도 한다. 이름의 유래는 '두툼한 고기'라는 의미의 스칸디나비아 제어의 단어인 skvabb이며, 맛은 닭고기와 비슷하다.
고대 중동에서부터 비둘기를 가축으로 사육했으며, 고대 이집트나 고대 로마, 중세 유럽 등 다양한 시대와 국가의 사람들이 비둘기고기를 섭취하였다. 하지만 대다수의 지역에서는 주식이 아닌 별식으로 취급되었으며, 일반적으로 가난한 사람들에 비해 부유한 사람들이 비둘기고기를 많이 먹었다.

## 같이 보기
- 비둘기